# Панфілов Валерій Олександрович
Вале́рій Олекса́ндрович Панфі́лов  (*30 грудня 1945, Дніпропетровськ — 23 травня 2017, Дніпро) — сучасний український філософ, доктор філософських наук, професор кафедри філософії юридичного факультету Дніпропетровського національного університету.

## Біографія
Панфілов В. О. народився в сім'ї службовців. Середньо-технічну освіту здобув у Дніпропетровському механічному технікумі (1963), вищу на механіко-математичному факультеті Дніпропетровського університету (1972). Після закінчення технікуму ракетно-космічного машинобудування працював технологом цеху виготовлення космічних супутників Південмашу, звідки у листопаді 1964 року пішов до лав Радянської Армії і до листопада 1967 року служив у шифрувальному відділі (Одеса). Після закінчення ДНУ працював інженером системотехніком у Головному інформаційно-обчислювальному центрі МЧМ УРСР.
В січні 1974 року став аспірантом кафедри філософії ДНУ, де й пройшла вся подальша трудова, наукова, педагогічна і громадська діяльність від асистента до професора.
В травні 1980 року в Київському університеті ім. Т.Шевченка він захистив кандидатську дисертацію, а в березні 1992 — докторську на тему: «Взаємодія філософії та математики: генезис та структура». Наукове звання професора кафедри філософії присуджене Дніпропетровським університетом в 1996 р.
Науковий напрямок професора Панфілова — філософія математики (науки) в духовній культурі, а також — філософія духа у творчості І. Ільіна, С. Франка, В. Соловьйова та ін.
Наукові дослідження В. О. Панфілова координовані з працею провідних вчених Московського університету (проф. Барабашев О. Г., проф. Пермінов В. Я.), Київського університету (проф. Соловей Л.А., проф. Тетяна Пікашова), Центру гуманітарної освіти НАН України (проф. Рижко В. А.), Харківського університету (проф. Цехмістро І.З.).
Його учні стали кандидатами та докторами філософських наук: В. Б. Окороков (1997, д.ф.н.2003), С. В. Шевцов (2000, д.ф.н. 2008), О. В. Халапсіс (2002, д.ф.н. 2008), О. Є. Висоцька (2003, д.ф.н.2010), С. В. Ставченко (2003), О. П. Варшавський (2004), О. І. Демчик (2007).
В. О. Панфілов працював секретарем комітету комсомолу ММФ ДДУ (1970), членом комітету комсомолу ДДУ (1974), парткому (1991), профкому (1976) заступником відповідального секретаря Приймальної комісії ДДУ (1982). Нагороджений ювілейною медаллю «XX лет Победы в Великой Отечественной войне 1941–1945 гг.»

## Публікації
Надруковано більше 110 наукових, методичних і інших робіт. 

Монографії:
- Генезис диалектического осмысления математики (ДГУ, 1991)
- Философия математики Платона (ДГУ, 1997)
- Философия математики Декарта (ДНУ, 2001)
- Философия математики Лейбница (ДНУ, 2004)

Навчальні посібники:
- Німецький класичний ідеалізм (1997)
- Філософія науки Нового часу (1999)
- Немецкая классическая философия (2005)